# La llegenda de Billie Jean
La llegenda de Billie Jean (títol original: The Legend of Billie Jean) és una pel·lícula d'acció de 1985 dirigida per Matthew Robbins i protagonitzada per Helen Slater, Keith Gordon, Christian Slater, Richard Bradford. Ha estat doblada al català.

## Argument
Hubie Pyatt és un jove ric que un dia furta i posteriorment destrossa l'apreciada motocicleta de Binx Davy. La germana gran de Binx, Billie Jean Davy, li reclama els 608 dòlars que costa arreglar-la. Després d'una discussió, dispara accidentalment al senyor Pyatt, el pare de Hubie. Serà llavors quan Billie Jean i les seves amigues Ophelia i Putter fugen de la ciutat iniciant una vida delictiva i arribant a convertir-se en criminals. Billie Jean es converteix així en una llegenda, un símbol de llibertat per als adolescents de qualsevol part del món.

## Repartiment
- Helen Slater - Billie Jean
- Keith Gordon - Lloyd
- Christian Slater - Binx
- Richard Bradford - Pyatt
- Peter Coyote - Ringwald
- Martha Gehman - Ophelia
- Yeardley Smith - Putter
- Dean Stockwell - Muldaur
- Barry Tubb - Hubie
- Mico Lee Fultz - Donna Davy
- Bobby Jones - Kenny